# Derlis Gómez
Derlis Venancio Gómez (2 listopada 1972 w Asunción) – piłkarz paragwajski grający na pozycji bramkarza.

## Kariera klubowa
Gómez piłkarską karierę rozpoczął w klubie Club Sol de América. W 1991 roku zadebiutował w jego barwach w paragwajskiej Primera División i w swoim pierwszym sezonie wywalczył mistrzostwo Paragwaju. Bramki Sol de América bronił do końca 1996 roku i następnie przeszedł do rywala zza miedzy, Club Guaraní. Tu z kolei grał przez 4 sezony i w 2001 roku został zawodnikiem Club Libertad. Już po roku zamienił barwy klubowe na Sportivo Luqueno, a po kolejnym na 12 de Octubre Itaugua. W latach 2004–2006 ponownie był bramkarzem Sportivo Luqueno, by następnie na pół roku trafić do argentyńskiego Quilmes Atlético Club. Od 2007 był piłkarzem Club Nacional.

## Kariera reprezentacyjna
Po raz pierwszy do reprezentacji został powołany na Copa America 1993 jako rezerwowy bramkarz. Na turnieju nie wystąpił ani minuty. Na debiut w kadrze musiał czekać aż 12 lat.
4 maja 2005 roku w meczu Ekwadorem po raz pierwszy wystąpił w reprezentacji Paragwaju. W 2006 roku został powołany przez Aníbala Ruiza do kadry na Mistrzostwa Świata w Niemczech, gdzie był trzecim bramkarzem i nie wystąpił w żadnym spotkaniu.
Ogółem dla reprezentacji wystąpił w 6 meczach w latach 2005-2008.